# Tesoro del Loch Arkaig

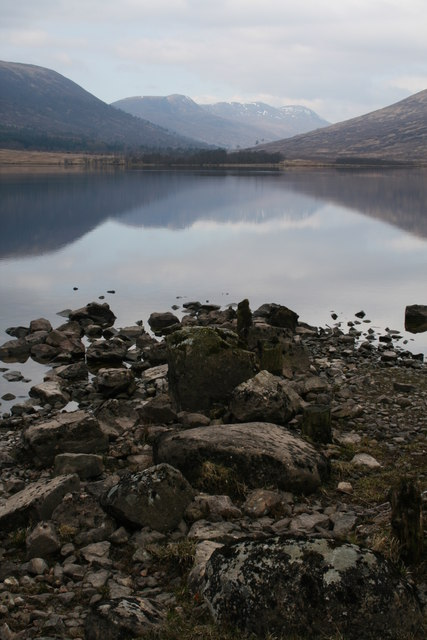
Un'immagine del Loch Arkaig

Il cosiddetto tesoro del Loch Arkaig (in inglese: Loch Arkaig treasure), conosciuto anche come l'oro giacobita (in inglese: Jacobite gold) fu un carico contenente 40.000 monete d'oro donato dai Francesi a sostegno dell'insurrezione giacobita e che sarebbe stato nascosto dagli stessi Giacobiti nel 1746 - secondo quanto si tramanda - nei pressi o nei fondali del Loch Arkaig, un lago delle Highlands scozzesi e che non è mai stato ritrovato.
La vicenda ha ispirato anche dei romanzi e dei film.

## Storia

### Antefatti
I Giacobiti, seguaci di Carlo Edoardo Stuart alias Bonnie Prince Charles nel suo tentativo di ascesa al trono di Gran Bretagna al posto della monarchia hanoveriana, di fede protestante, godevano del sostegno di re Luigi XV di Francia, di fede cattolica.

### I fatti
Luigi XV inviò in Scozia alcune navi cariche di soldati allo scopo di sostenere l'insurrezione giacobita. Queste navi furono però fermate dal mare in tempesta; al loro posto giunsero però delle navi cariche d'oro.
Un primo carico di monete d'oro fu consegnato erroneamente a degli Scozzesi che non erano seguaci di Bonnie Prince Charles, bensì legislatori di re Giorgio II.
Altre due navi, francesi, la "Le Mars" e la "Bellone" arrivarono in ritardo rispetto ai tempi pattuiti. Tuttavia, i marinai, ignari di ciò, scaricarono ugualmente 40.000 luigi d'oro.
Il carico sarebbe stato poi nascosto da un capo-clan, tale Cluny Macpherson, nell'area del Loch Arkaig.

### Tentativi di recupero del tesoro
In seguito, nel 1753, Bonnie Prince Charles, durante il suo "esilio" in vari Paesi europei, inviò in Scozia un suo seguace, Archibald Cameron, con l'incarico di recuperare l'oro. Cameron fu però arrestato e giustiziato con l'accusa di essere un ribelle.
Delle monete d'oro, che facevano forse parte del tesoro, furono in seguito ritrovate nell'area del Loch Arkaig nel 1850.

## Il tesoro del Loch Arkaig nella cultura di massa

### Letteratura
- Del tesoro del Loch Arkaig si parla nel romanzo di Neil Munro (1863-1930) Children of Tempest, pubblicato nel 1903[4]
- Del tesoro del Loch Arkaig si parla nel romanzo storico di Nigel Tranter (1909-2000), Gold for Prince Charlie, pubblicato nel 1962[5]

### Cinema
- Alla vicenda del tesoro del Loch Arkaig è ispirato il film del 2014, diretto da Ed Perkins, Garnet's Gold[6][7]